# Flybe (1979)

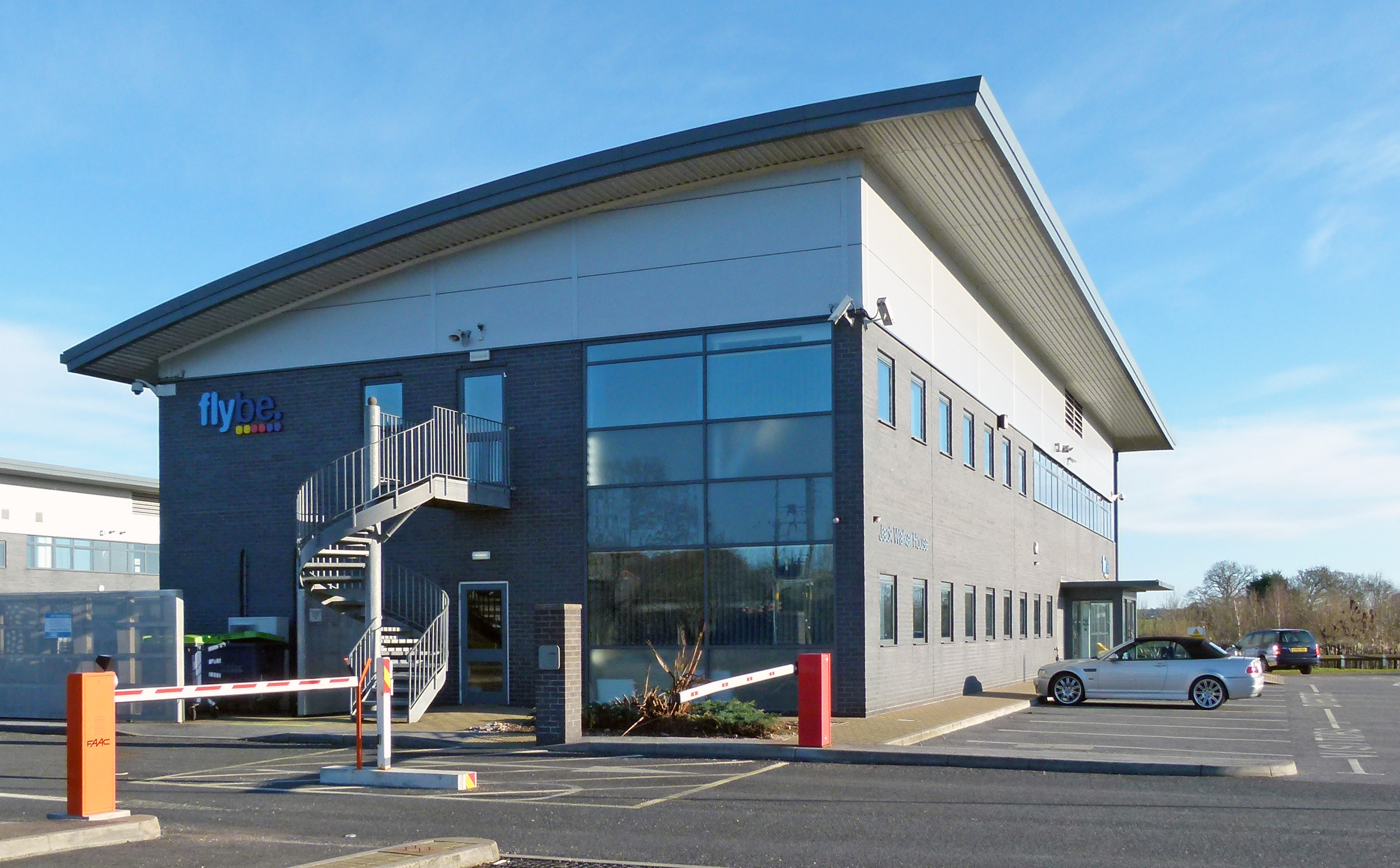
Jack Walker House, a sede da Flybe, Aeroporto de Exeter

O Flybe Group é um grupo de companhia aéreas com sede no Aeroporto de Exeter, Inglaterra. É a maior companhia aérea regional independente na Europa, opera 180 rotas em 65 aeroportos. Sua afiliação em Escandinávia é a Flybe Finland com 26 aeronaves e 35 destinos europeus e com sede no Aeroporto de Helsínquia-Vantaa. Durante o ano de 2013 o grupo transportou 7 milhões de passageiros. Sua falência foi decretada no dia 4 de março de 2020 cessando todas as atividades com efeito imediato entrando em liquidação judicial, na sequência do surto de coronavirus (SARS-CoV-2). Mesmo com a tentativa de reverter a situação dois meses antes com um aporte fiscal do governo britânico, o impacto do coronavírus foi decisivo para o fim da companhia, principalmente por conta das baixas reservas das últimas semanas.mas no site da empresa está escrito sobre os voos,de um jeito diferente,como se ela ainda fosse o flybe group,como se ela não tivesse falido.

## Histórico
A Flybe foi fundada em 1 de novembro de 1979 como Jersey European Airways. Foi a primeira empresa a operar os Embraer E-Jets.

### Frota

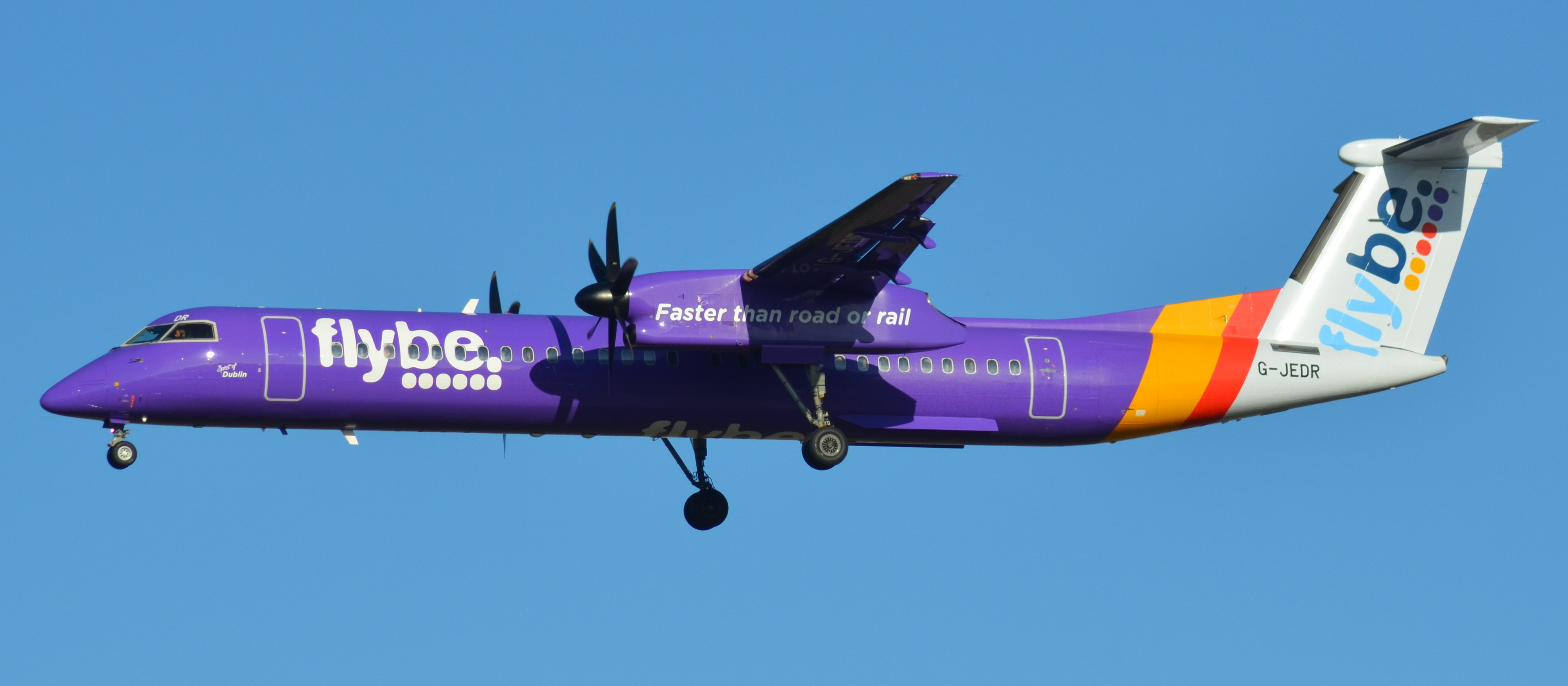
Bombardier Dash 8 Q400 da Flybe.

Em Abril de 2015 a frota da Flybe consiste de seguintes aeronaves:
| Avião       | Quantidade | Encomendas |
| ----------- | ---------- | ---------- |
| Dash 8-400  | 47         | 0          |
| Embraer 175 | 11         | 0          |
| Embraer 195 | 5          | 0          |
| Total       | 63         | 0          |